# 謝應鳳
謝應鳳，福建龙溪人，明朝政治人物。选贡出身。
万历四十一年，擔任廣東廣州府永安縣知縣（現紫金縣知縣）。后由吳維聰接任。